# Dulovo
Dulovo – wieś (obec) na Słowacji położona w kraju bańskobystrzyckim, w powiecie Rymawska Sobota. Pierwsze wzmianki o miejscowości pochodzą z roku 1455. 
Według danych z dnia 31 grudnia 2012, wieś zamieszkiwało 209 osób, w tym 108 kobiet i 101 mężczyzn.
W 2001 roku rozkład populacji względem narodowości i przynależności etnicznej wyglądał następująco:
- Słowacy – 4,98%
- Romowie – 65,17%
- Węgrzy – 29,85%

Ze względu na wyznawaną religię struktura mieszkańców kształtowała się w 2001 roku następująco:
- Katolicy rzymscy – 45,27%
- Ewangelicy – 1,99%
- Ateiści – 13,93%